# HR 5183
HR 5183은 처녀자리에 위치한 항성이다. 2019년에 발견된 천체이다.

## 설명
HR 5183은 지구에서 103광년 떨어진 곳에 위치하고 있으며 태양계에서 유일한 항성인 태양과 같이 G형 주계열성인 항성이다. 이로 인해 항성의 특징은 대체적으로 태양과 비슷하며 항성의 온도도 태양과 비슷한 편이다. HR 5183은 현재까지 거느리고 있는 외계 행성이 초장주기 행성이자 타원궤도 가스행성인 HR 5183 B만 발견되었지만 추후 이항성에 형성된 행성계를 더 조사하면 HR 5183 외에 다른 행성들도 함께 거느리고 있을 것이 확인될 것으로 보인다.

## 같이 보기
- 항성
- 처녀자리
- G형 주계열성